# Малмиж
Малмиж (рус. Малмыж) град је у Русији у Кировској области. Према попису становништва из 2010. у граду је живело 8265 становника.

## Становништво
| 1939. | 1959. | 1970.  | 1979.  | 1989.  | 2002. | 2010. |
| ----- | ----- | ------ | ------ | ------ | ----- | ----- |
| 6.500 | 9.088 | 11.220 | 11.462 | 10.699 | 9.318 | 8.265 |